# 2623 Zech
2623 Zech è un asteroide della fascia principale. Scoperto nel 1919, presenta un'orbita caratterizzata da un semiasse maggiore pari a 2,2542006 au e da un'eccentricità di 0,2353018, inclinata di 4,05502° rispetto all'eclittica.
L'asteroide è dedicato all'astronomo tedesco Gert Zech.
Nel 2014 ne è stata ipotizzata la probabile natura binaria, senza tuttavia assegnare un nome pur provvisorio al satellite. Le due componenti del sistema, distanti tra loro 13 km, avrebbero dimensioni di circa 6,93 e 2,01 km. Il satellite orbiterebbe attorno al corpo principale in circa 4 giorni, 21 ore e 12 minuti .